# Огайовілл (Пенсільванія)
Огайовілл (англ. Ohioville) — місто (англ. borough) в США, в окрузі Бівер штату Пенсільванія. Населення — 3349 осіб (2020).

## Географія
Огайовілл розташований за координатами 40°41′5″ пн. ш. 80°29′0″ зх. д. / 40.68472° пн. ш. 80.48333° зх. д. (40.684766, -80.483351).  За даними Бюро перепису населення США в 2010 році місто мало площу 61,36 км², з яких 60,44 км² — суходіл та 0,92 км² — водойми.

## Демографія
Згідно з переписом 2010 року, у селищі мешкали 3533 особи в 1389 домогосподарствах у складі 1034 родин. Густота населення становила 58 осіб/км².  Було 1507 помешкань (25/км²).
Расовий склад населення:
| - 97,5 % — білих - 1,1 % — чорних або афроамериканців - 0,3 % — корінних американців - 0,2 % — азіатів |

До двох чи більше рас належало 0,9 %. Частка іспаномовних становила 1,0 % від усіх жителів.
За віковим діапазоном населення розподілялося таким чином: 20,2 % — особи молодші 18 років, 61,4 % — особи у віці 18—64 років, 18,4 % — особи у віці 65 років та старші. Медіана віку мешканця становила 46,1 року. На 100 осіб жіночої статі у селищі припадало 98,6 чоловіків;  на 100 жінок у віці від 18 років та старших — 97,5 чоловіків також старших 18 років.
Середній дохід на одне домашнє господарство  становив 60 749 доларів США (медіана — 53 913), а середній дохід на одну сім'ю — 68 958 доларів (медіана — 61 389). Медіана доходів становила 41 845 доларів для чоловіків та 34 477 доларів для жінок. За межею бідності перебувало 7,9 % осіб, у тому числі 6,8 % дітей у віці до 18 років та 13,2 % осіб у віці 65 років та старших.
Цивільне працевлаштоване населення становило 1768 осіб. Основні галузі зайнятості: освіта, охорона здоров'я та соціальна допомога — 31,8 %, транспорт — 14,0 %, виробництво — 11,4 %, роздрібна торгівля — 9,4 %.